# Ehud Barak
Pour les articles homonymes, voir Barak.
Ehud Barak (en hébreu : אהוד ברק), né Brog le 12 février 1942 au kibboutz Mishmar Hasharon, est un militaire et homme d'État travailliste israélien.
Ministre de l'Intérieur en 1995 puis des Affaires étrangères de 1995 à 1996, il prend la tête du Parti travailliste israélien en 1997 et exerce la fonction de Premier ministre de 1999 à 2001, avant d'être battu en 2001 par Ariel Sharon.
Il est ensuite 4e vice-Premier ministre et ministre de la Défense dans les gouvernements d’Ehud Olmert et Benyamin Netanyahou, entre 2007 et 2013. Il quitte en 2011 le Parti travailliste pour lancer le Parti indépendance, qui est dissous l’année suivante.

## Biographie

### Origines
Fils d'Israel Brog et d'Esther Godin, immigrés respectivement de Lituanie et de Pologne, le jeune officier Ehud Brog change de nom à la demande des autorités israéliennes pour des raisons de sécurité liées à son incorporation dans l'unité de forces spéciales Sayeret Matkal et pour répondre à la politique institutionnelle d'israélisation (ou tsabarisation) patronymique en place dans les années 1960 (Barak signifie Éclair en hébreu).

### Carrières militaire
Ayant devancé l'appel à 17 ans et demi, il commence sa carrière militaire en 1959, pour la finir au grade sommital de Rav Alouf le 1er janvier 1995 en tant que 14e chef d'état major interarmées (RamatKal -רמטכ"ל-) de Tsahal, dont il est actuellement un des trois soldats les plus décorés.
Après une tentative avortée d'entrer à l'École de pilotage de l'Armée de l'air, il effectue sa formation d' élève-officier dans l'infanterie et effectue ainsi un service militaire d'une durée plus longue d'un an que celle des autres appelés du contingent israélien. 
Il est notamment commandant d'un groupe de reconnaissance en forces spéciales (Sayeret Matkal) pendant la guerre des Six Jours et chef d'un bataillon de blindés dans le Sinaï pendant la guerre de Kippour. 
Plus tard, en 1982, il est promu général de division et est le chef du Bureau de la planification au sein de l'état-major interarmées. Ensuite, durant l'opération Paix en Galilée, il est promu commandant adjoint des forces israéliennes au Liban.
Il est cité pour la libération d'otages d'un avion de la compagnie belge SABENA détourné par l'organisation palestinienne Septembre noir (issu en grande partie du Fatah) sur l'aéroport de Lod en 1972 en tant que chef du commando qui a libéré les otages ou encore pour le raid d'Entebbe dont il fut l'un des organisateurs et planificateurs.
De telles missions et de tels actes de commandement lui permettent d'être honoré de la médaille du Service émérite, décernée pour les plus hauts faits accomplis par des Israéliens pour la sécurité de L’état et de quatre autres citations pour bravoure et excellence opérationnelle.
Parallèlement à sa carrière militaire, Ehud Barak a poursuivi des études universitaires. Il est licencié en physique et en mathématique de l'université hébraïque de Jérusalem en 1976. Par ailleurs, il effectue aussi des études aux États-Unis et il est détenteur d'une maîtrise en système d'ingénierie économique de l'université Stanford en 1978.

### Carrière politique
À l'issue de sa carrière qu'il termine, en tant que chef d'état-major interarmées, il embrasse un parcours politique fulgurant au sein du Parti travailliste. Ministre de l'Intérieur en 1995, il fut ministre des affaires étrangères de 1995 à 1996 et est élu à la Knesset aux élections législatives de 1996 ; il prend alors la tête du Parti travailliste.
Il est considéré comme un partisan d'une ligne dure à l'encontre des palestiniens, refusant d'approuver en septembre 1995 l'accord dit d'Oslo 2 étendant l'autonomie palestinienne en Cisjordanie.
Ehud Barak est élu Premier ministre de l'État d'Israël le 17 mai 1999, au détriment de Benjamin Netanyahou, à la faveur du résultat des travaillistes israéliens lors des élections législatives de 1999. Il conserve cette fonction jusqu'à l'élection anticipée du Premier ministre du 7 mars 2001, qui marque l'accession au pouvoir d'Ariel Sharon. Son passage à la tête du gouvernement israélien est marqué par :
- la formation d'une coalition avec le parti religieux de droite Shass dirigé par Ovadia Yosef ;
- la rupture avec le parti laïc Meretz ;
- le retrait du Liban du Sud, à l'exception des fermes de Chebaa ;
- les pourparlers de paix avec la Syrie ;
- l'établissement d'un cadre légal pour les jeunes religieux refusant le service militaire (loi Tal) ;
- l’accroissement de l'implantation de colonies juives en Cisjordanie et l'augmentation du nombre  de juifs à Jérusalem - Est, conquise par les Israéliens depuis le 7 juin 1967, après l'offensive menée par le général Uzi Narkiss, commandant des troupes israéliennes dans le secteur central ;
- le sommet de Camp David II : durant l'été 2000, sous l'impulsion du président américain Bill Clinton, Ehud Barak, avec son conseiller Reuven Merhav et le chef de file palestinien Yasser Arafat, sont réunis pendant plusieurs jours à la résidence d'été du président[3][source insuffisante], sans succès ;
- l’explosion de la seconde Intifada ;
- les ultimes pourparlers de Taba.

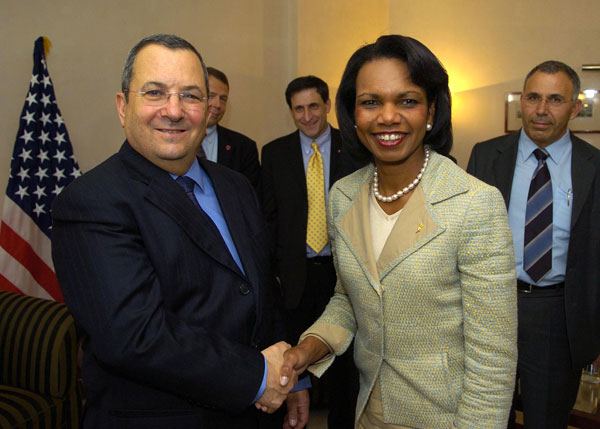
Ehud Barak et Condoleezza Rice, le 1er août 2007.

Candidat à la direction du parti travailliste, il arrive en tête lors du premier tour, le 28 mai 2007, devant Ami Ayalon, ancien chef du Shin Beth (services secrets israéliens) et le représentant sortant du parti, Amir Peretz, ministre de la défense (qui se retrouve en 3e position). Le second tour oppose, le 12 juin, Ehud Barak et Ami Ayalon et se traduit par la victoire d'Ehud Barak.
Après la démission d'Amir Peretz de ses fonctions de ministre de la défense dans le gouvernement de coalition dirigé par Ehud Olmert, Ehud Barak est nommé 4e vice-premier ministre et ministre de la défense le 15 juin 2007 et investi le 19 juin. Il conserve ses fonctions dans le gouvernement dirigé par le conservateur Benyamin Netanyahou, jusqu'en 2013.
En tant que ministre de la défense il prépare l'offensive contre Gaza de 2008-2009, qui lui permet un temps de renforcer sa popularité en Israël. Par la suite, la droite lui a reproché de l'avoir interrompue prématurément, sans résultat stratégique, alors que la gauche, critiquait le grand nombre de victimes palestiniennes (près de 1 400 morts, principalement des civils parmi lesquels 300 enfants).
Il annonce un décret pour soutenir les soldats israéliens « contre tout dommage éventuel résultant de ces opérations » afin de leur garantir l'impunité contre la Cour pénale internationale (CPI).  Des familles palestiniennes saisissent la justice britannique contre Ehud Barak pour « crimes de guerre ». Le juge Richard Goldstone recommande une enquête de la CPI pour « crimes de guerre » et « possibles crimes contre l'humanité ».  
En 2010, il envisage avec Benyamin Netanyahou de bombarder l'Iran, en particulier ses nucléaires iraniennes de Natanz et Fordo. Il expliquera avoir abandonné ce projet en raison du manque de moyens opérationnels.  
Il démissionne du parti travailliste le 17 janvier 2011, avec d’autres personnalités (Matan Vilnai, Einat Wilf, Orit Noked, Shalom Simchon) et annonce son intention de former un nouveau parti « centriste, sioniste et démocratique » du nom d'Indépendance (Hatzmaout). Il critique « le glissement à gauche, toujours plus à gauche » du parti travailliste. Il était de plus en plus contesté au sein de son ancien parti, où on l'accusait de conduire le parti à sa perte, d'agir par intérêt personnel et de manquer de crédibilité.
En novembre 2012, il annonce son intention de se retirer de la vie politique après les élections de janvier 2013 pour se consacrer à sa famille. En juillet 2013, il devient consultant pour la banque suisse Julius Bär.
En vue des élections législatives de septembre 2019, alors qu'il est pressenti pour reprendre la tête du parti travailliste, qu'il sait en déclin, il lance un nouveau parti politique : le parti démocratique d'Israël.
Son nom est mentionné dans l'affaire Epstein. L'homme d'affaires américain a ainsi versé plus de deux millions de dollars à l'ex-premier ministre israélien en 2004 pour un prétendu rapport sur la jeunesse juive jamais publié, et a financé le lancement d'une de ses start-up en 2015. En 2019, le Daily Mail publie des photos prises en 2016 par un paparazzi montrant Ehud Barak le visage masqué par une écharpe au moment d'entrer dans la demeure new-yorkaise d'Epstein. La publication insinue qu'il allait y retrouver « quatre femmes ». Barak a annoncé son intention de poursuivre le tabloïd britannique en diffamation.

## Détail des fonctions gouvernementales
- 18 juillet 1995 - 22 novembre 1995 : ministre de l'intérieur.
- 22 novembre 1995 - 18 juin 1996 : ministre des Affaires étrangères.
- 6 juillet 1999 - 7 mars 2001 : Premier ministre et ministre de la Défense.
- 6 juillet 1999 - 5 août 1999 : ministre de l'Immigration, ministre des Sciences et ministre du Tourisme.
- 24 septembre 2000 - 7 mars 2001 : ministre de l'Éducation et ministre de l'Industrie et du Commerce.
- 19 juin 2007 - 18 mars 2013 : 4e vice-Premier ministre et ministre de la Défense.